# Aivi Luik
Aivi Belinda Kerstin Luik (født 18. marts 1985 i Perth, Australien) er en kvindelig australsk fodboldspiller, der spiller som angriber for den australske topklub Melbourne City i W-League og Australiens kvindefodboldlandshold.
Hun har tidligere spillet for Brisbane Roar og Perth Glory i den australske W-League, danske Brøndby IF, islandske Fylkir, spanske Levante UD og norske Vålerenga. Hun var også deltagende i FA Women's Super League for Notts County F.C. Ladies, fra 2016 til 2017.
Hun var med til at vinde Danmarksmesterskabet i 2012 med Brøndby IF og DBUs Landspokalturnering samme år.